# Joe Cole (actor)
Joseph Michael Cole (Kingston upon Thames, Londres, 28 de noviembre de 1988), más conocido como Joe Cole, es un actor inglés. Es conocido por su rol como Luke en la serie Skins, John Shelby en Peaky Blinders y Sean Wallace en Gangs of London.

## Carrera
La carrera artística de Cole comenzó cuando fue aceptado en el National Youth Theatre. Sus primeras interpretaciones fueron en las series de televisión The Bill y Holby City, con papeles de un solo episodio. Después de eso, tuvo un rol en la famosa serie adolescente Skins en dónde salió en 2 episodios de la sexta temporada como Luke. Su rol como John Shelby en la serie británica Peaky Blinders lo lanzó al estrellato. También protagonizó el episodio Hang the DJ en la serie de televisión Black Mirror. Su más reciente papel es Sean Wallace en la serie de Sky TV en Gangs of London.

## Vida personal
Su hermano menor es Finn Cole, con quien compartió rodaje en la serie Peaky Blinders.

## Filmografía
| Año       | Título                                | Papel             | Notes                            |
| --------- | ------------------------------------- | ----------------- | -------------------------------- |
| 2010      | The Bill                              | Leo Cooper        | Temporada 26, episodio 10        |
| 2010      | Holby City                            | Shaun Jackson     | Temporada 12, episodios 22 y 23  |
| 2010      | Stanley Park                          | Lee               | Telefilme                        |
| 2010      | Assessment                            | Michael           | Cortometraje                     |
| 2011      | Come Fly with Me                      | Jordan            | Episodios 3 y 6                  |
| 2011      | Injustice                             | Alan Stewart      | Episodios 1-4                    |
| 2012      | Skins                                 | Luke              | Temporada 6, episodios 1 y 4     |
| 2012      | Volume                                | Sam               | Cortometraje                     |
| 2012      | Offender                              | Tommy             | Película                         |
| 2012      | Now Is Good                           | Scott             |                                  |
| 2012      | The Thick of It                       | Jack              | Temporada 4, episodio 5          |
| 2012      | The Hour                              | Trevor            | Temporada 2, episodios 1, 2 y 6  |
| 2013      | Playhouse Presents                    | Stephen           | Temporada 2, episodop 8: Cargese |
| 2013-2017 | Peaky Blinders                        | John Shelby       | Temporadas 1 a 4                 |
| 2014      | A Long Way Down                       | Chas              | Película                         |
| 2014      | Slap                                  | Connor            | Cortometraje                     |
| 2014      | The Falling                           | Kenneth Lamont    |                                  |
| 2014      | Peterman                              | Johnny            |                                  |
| 2014      | Callow & Sons                         |                   | Cortometraje                     |
| 2015      | Pressure                              | Jones             |                                  |
| 2015      | Green Room                            | Reece             |                                  |
| 2015      | Secret in Their Eyes                  | Marzin / Beckwith |                                  |
| 2017      | A Prayer Before Dawn                  | Billy Moore       |                                  |
| 2017      | Woodshock                             | Nick              |                                  |
| 2017      | Thank You for Your Service            | Billy Waller      |                                  |
| 2017      | Eye on Juliet                         | Gordon            |                                  |
| 2017      | Black Mirror                          | Frank             | Episodio: "Hang the DJ"          |
| 2019      | Pure                                  | Charlie           |                                  |
| 2020      | Gangs of London (serie de televisión) | Sean Wallace      | Episodios 1-8                    |
| 2022      | The Ipcress File                      | Harry Palmer      | Serie de TV                      |
| 2022      | Against the Ice                       | Iver Iversen      | Película                         |
| 2024      | The Damned                            | Daniel            |                                  |